# Fotboll i Venezuela
Fotboll är den näst populäraste sporten i Venezuela, efter baseboll. Landet har många spelare som har presterat sämre än vad man trodde att de skulle göra.

## Historia och klubbfotboll
Det Federación Venezolana de Fútbol (Venezuelas fotbollsförbund) grundades 1926 efter att Priméra División de Venezuela (högstadivisionen) grundades 1921. Venezuelas mest framgångsrika klubb är Caracas Fútbol Club som har vunnit högstaligan 11 gånger.

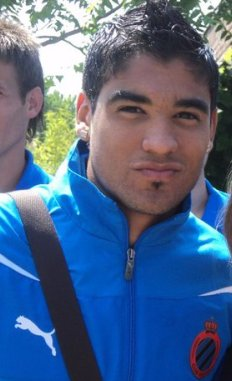
Ronald Vargas

## Landslag

### Herrar
Venezuelas herrlandslag rankas på 63:e plats i världen. Venezuelas herrlandslag är den enda nation från Sydamerika som inte spelat något VM.

### Damer
Venezuelas damlandslag rankas på 75:e plats i världen och har liksom Venezuelas herrlandslag aldrig spelat något VM.

### Fotnoter
1. ↑  conmebol.com Arkiverad 21 januari 2011 hämtat från the Wayback Machine.
2. ↑  ”wsc.co.uk”. Arkiverad från originalet den 19 november 2010. https://web.archive.org/web/20101119164146/http://www.wsc.co.uk/content/view/551/29/. Läst 12 februari 2011.